# Saint-Aubin-de-Nabirat
Saint-Aubin-de-Nabirat är en kommun i departementet Dordogne i regionen Nouvelle-Aquitaine i sydvästra Frankrike. Kommunen ligger i kantonen Domme som tillhör arrondissementet Sarlat-la-Canéda. År 2022 hade Saint-Aubin-de-Nabirat 157 invånare.

## Befolkningsutveckling
Antalet invånare i kommunen Saint-Aubin-de-Nabirat
Referens:INSEE